# Saccolabiopsis microphyton
Saccolabiopsis microphyton är en orkidéart som först beskrevs av Rudolf Schlechter, och fick sitt nu gällande namn av Johannes Jacobus Smith. Saccolabiopsis microphyton ingår i släktet Saccolabiopsis och familjen orkidéer. Inga underarter finns listade i Catalogue of Life.